# Абдуллаходжаева, Малика Саматовна
Малика Саматовна Абдуллаходжаева (28 ноября 1932 — 26 июня 2018) — советский и узбекский патологоанатом, действительный член Академии наук Узбекистана, Герой Узбекистана (2006).

## Биография
Родилась 28 ноября 1932 года в Москве в семье студентов Международного университета народов Востока.
Окончила ташкентскую среднюю школу № 110 (1950, с золотой медалью), лечебный факультет Ташкентского государственного медицинского института (ТашГосМИ) (1956, с отличием) и аспирантуру Института мозга Академии медицинских наук СССР (лаборатория гистохимии) (1960).
27 декабря 1960 г. на Учёном совете медико-биологического отделения АМН СССР защитила диссертацию на соискание учёной степени кандидата медицинских наук.
Работала в ТашГосМИ, в 1963—1969 одновременно возглавляла патоморфологический отдел с лабораторией гистохимии в Научно-исследовательском институте рентгенологии, радиологии и онкологии МЗ Узбекской ССР.
В 1968 г. защитила докторскую диссертацию, в 1970 г. утверждена в звании профессора.
С 1969 г. зав. кафедрой патологической анатомии ТашГосМИ. В 1990 г. после разделения института на заведовала кафедрой патологической анатомии Второго ТашМИ, которой руководила до 2000 г.
С 1972 по 1997 г. главный патологоанатом МЗ Республики Узбекистан.
В 1995 г. избрана членом-корреспондентом, а в 2000 г. — действительным членом (академиком) АН Республики Узбекистан.
Автор многих методических рекомендаций, учебных пособий, в том числе для иностранных студентов, атласа для студентов стоматологического факультета. В 1997—1999 гг. издала первый узбекский двухтомный учебник для студентов 3-го курса медицинских вузов «Основы патологии человека».
Заслуженный деятель науки Узбекской ССР (1980). Награждена медалью «За доблестный труд» (1970), орденом «Знак Почёта» (1976), медалью «Ветеран труда» (1984), медалью «Олий таълим аълочиси» (2000), орденом «Мехнат шухрати» (2003). В 2006 г. присвоено звание «Ўзбекистон Қаҳрамони» («Герой Узбекистана») со вручением «Золотой Звезды».
Умерла 26 июня 2018 года.